# Camryn Manheim
Debra Frances Manheim (Caldwell, 8 maart 1961) is een Amerikaans actrice. Ze speelde onder meer Ellenor Frutt in meer dan 165 afleveringen van The Practice. Hiervoor kreeg ze in 1998 een Emmy Award, in 1999 een Golden Globe en in 2000 een Golden Satellite Award. Ook kreeg ze in 1998 samen met de gehele cast van de tragikomische film Happiness een National Board of Review Award toegekend. Manheim maakte in 1983 haar film- en acteerdebuut met een naamloos rolletje in Sudden Impact.
Manheim speelde sinds haar debuut in meer dan dertig films, meer dan veertig televisiefilms meegerekend. Daarnaast was ze te zien in meer dan 250 afleveringen (inclusief eenmalige gastrollen) van verschillende televisieseries. Haar meest omvangrijke rollen daarin zijn die in The Practice en die in Ghost Whisperer, waarin ze van 2006 tot en met 2010 Delia Banks speelde.
Manheim beviel in 2001 van een zoon, Milo Jacob. Hij was in 2009 voor het eerst te zien als acteur, als Riley in een aflevering van Ghost Whisperer. Later was hij ook te zien in verschillende televisiefilms en de televisieserie American Housewife.

## Filmografie
*Exclusief 5+ televisiefilms
| - All About Nina (2018) - Return to Sender (2015) - Cop Car (2015) - The Hot Flashes (2013) - Camilla Dickinson (2012) - Jewtopia (2012) - Without Men (2011) - Fort McCoy (2011) - Love Hurts (2009) - Just Peck (2009) - Slipstream (2007) - The Land Before Time XII: The Great Day of the Flyers (2006, stem) - Behind the Smile (2006) - The Land Before Time XI: Invasion of the Tinysauruses (2005, stem) - An Unfinished Life (2005) - Dark Water (2005) - Elvis (2005, televisiefilm) - Marilyn Hotchkiss' Ballroom Dancing & Charm School (2005) - Twisted (2004) - Just Like Mona (2003) | - Scary Movie 3 (2003) - East of A (2000) - What Planet Are You From? (2000) - 100 Years of Women (1999) - The Tic Code (1999) - Joe the King (1999) - Fool's Gold (1998) - Happiness (1998) - Mercury Rising (1998) - Wide Awake (1998) - You Are Here (1997) - Romy and Michele's High School Reunion (1997) - David Searching (1997) - Rescuing Desire (1996) - Eraser (1996) - Jeffrey (1995) - The Road to Wellville (1994) - Cracking Up (1994) - The Bonfire of the Vanities (1990) - Sudden Impact (1983) |

## Televisieseries
*Exclusief eenmalige gastrollen
- Stumptown - Lieutenant Cosgrove (2019-...)
- The Magicians - Sheila (2019, vier afleveringen)
- Living Biblically - Ms. Meadows (2018, dertien afleveringen)
- Waco - Balenda Thibodeau (2018, vijf afleveringen)
- Major Crimes - Winnie Davis (2017, drie afleveringen)
- Younger - Jane Wray (2016, twee afleveringen)
- Hand of God - Dr. Langston (2015, twee afleveringen)
- Person of Interest - Diane Claypool (2013-2015, negen afleveringen)
- The Adventures of Mr. Clown - Camryn (2015, vier afleveringen)
- Extant - Sam Barton (2014, dertien afleveringen)
- Criminal Minds - Carla Hines (2013, twee afleveringen)
- Harry's Law - Kim Mendelsohn (2011-2012, vijf afleveringen)
- Ghost Whisperer - Delia Banks (2006-2010, 84 afleveringen)
- Hannah Montana - Margo (2007, twee afleveringen)
- The L Word - Veronica Bloom (2005, vier afleveringen)
- The Practice - Ellenor Frutt (1997-2004, 167 afleveringen)
- The System - Peggy Parker (2003, negen afleveringen)
- The 10th Kingdom - Snow White (2000, twee afleveringen)
- One Life to Live - Rabbi Heller (1995, twee afleveringen)

- Bibsys: 10043217
- Gemeinsame Normdatei: 14214486X
- International Standard Name Identifier: 0000 0000 3386 6530
- Library of Congress Control Number: n99010727
- Nationale Bibliotheek van Tsjechië: xx0076639
- Nederlandse Thesaurus van Auteursnamen: 238805069
- Virtual International Authority File: 55940101
- WorldCat: E39PBJtxkW34MHttQt43ygJMT3